# Desa Mangli (administrativ by i Indonesien, Jawa Tengah, lat -7,07, long 109,34)
Desa Mangli är en administrativ by i Indonesien.   Den ligger i provinsen Jawa Tengah, i den västra delen av landet, 290 km öster om huvudstaden Jakarta.